# 尼子持久
尼子持久（1381年－1437年3月31日）是室町時代武將。出雲國守護代。出雲尼子氏的家祖。月山富田城城主。父親是尼子高久。兄長詮久（受京極高詮下賜偏諱）是近江尼子氏的家祖。

## 生平
在永德元年（1381年）出生，家中次男。根據『陰德太平記』記載，在明德3年（1392年）因為出雲國守護京極高詮而被命令補任守護代。不過在古文書中完全沒有記載，而生平亦有許多不明。在應永2年（1395年）進入月山富田城。元服並改名為持久應是在不久後（名字中的「持」字是京極持高（高詮的孫兒）下賜的偏諱）。在永享9年（1437年）死去。享年56歲。